# Karol Rabenda
Karol Kazimierz Rabenda (ur. 16 czerwca 1983 w Malborku) – polski działacz społeczny i polityczny, od 2015 prezes Stowarzyszenia „Republikanie”, w latach 2017–2021 wiceprezes partii Porozumienie, od 2018 radny Gdańska, w latach 2021–2023 podsekretarz stanu w Ministerstwie Aktywów Państwowych oraz przewodniczący Rady Krajowej Partii Republikańskiej, od 2025 podsekretarz stanu w Kancelarii Prezydenta RP.

## Życiorys
Ukończył studia historyczne na Wydziale Filologiczno-Historycznym Uniwersytetu Gdańskiego oraz studia podyplomowe w zakresie pośrednictwa w obrocie nieruchomościami na Uniwersytecie Ekonomicznym we Wrocławiu. Zawodowo związany z branżą nieruchomości.
W latach 2008–2012 związany z Unią Polityki Realnej, pełnił funkcję prezesa okręgu gdańskiego. W 2010 był kandydatem tej partii do sejmiku województwa pomorskiego. W 2012 współtworzył gdański Klub Republikański związany z Fundacją Republikańską, który po powstaniu w 2013 Stowarzyszenia „Republikanie” stał się jego oddziałem terenowym. Został pomorskim pełnomocnikiem stowarzyszenia, a na I Zjeździe Republikańskim został wybrany na członka zarządu.
Współtworzył inicjatywę Godzina dla Polski Jarosława Gowina w województwie pomorskim oraz partię Polska Razem, w której początkowo pełnił funkcję pełnomocnika na okręg gdański, jednak wkrótce opuścił to ugrupowanie (podobnie jak wielu innych działaczy „Republikanów”). W 2015 współtworzył partię KORWiN, zostając szefem jej pomorskich struktur. Otwierał też jej listę w wyborach parlamentarnych, otrzymując 8925 głosów, nie uzyskując mandatu poselskiego z powodu nieprzekroczenia progu wyborczego przez partię. 28 listopada tego samego roku został wybrany na prezesa Stowarzyszenia „Republikanie”, zastępując Przemysława Wiplera. 23 lutego 2017 zrezygnował z członkostwa w KORWiN, w związku z powołaniem koła poselskiego „Republikanów” (utworzyły je Anna Siarkowska, Magdalena Błeńska i Małgorzata Janowska, które opuściły Kukiz’15; koło istniało do września 2017). 4 listopada tego samego roku, wraz ze środowiskiem „Republikanów”, współtworzył powstałą z przekształcenia Polski Razem partię Porozumienie, zostając jej wiceprezesem.
W wyborach samorządowych w 2018 z rekomendacji tej partii został wybrany do rady miejskiej Gdańska, startując z listy PiS (otrzymał 3115 głosów). W wyborach do Parlamentu Europejskiego w 2019 bezskutecznie ubiegał się o mandat eurodeputowanego w okręgu obejmującym województwo pomorskie, zdobywając 2321 głosów. W wyborach parlamentarnych w tym samym roku także bez powodzenia kandydował ponownie do Sejmu, otrzymując 1647 głosów.
W lutym 2021 prezydium zarządu Porozumienia zawiesiło go w prawach członka partii, a następnie sąd partyjny usunął go z ugrupowania. W tym samym roku współtworzył związaną z kierowanym przez niego stowarzyszeniem Partię Republikańską. We wrześniu 2021 powołany przez premiera Mateusza Morawieckiego na podsekretarza stanu w Ministerstwie Aktywów Państwowych. W tym samym miesiącu został wybrany na przewodniczącego rady krajowej Partii Republikańskiej. W wyborach w 2023 ponownie kandydował z listy PiS bezskutecznie do Sejmu. W grudniu tego samego roku został odwołany z funkcji wiceministra, a jego Partia Republikańska weszła w skład Prawa i Sprawiedliwości, po czym został członkiem tego ugrupowania. W wyborach w 2024 uzyskał reelekcję na radnego miejskiego w Gdańsku, ponownie startując z listy PiS. W maju tego samego roku objął funkcję wiceprzewodniczącego rady miasta IX kadencji. 7 sierpnia 2025, po zwycięstwie Karola Nawrockiego w wyborach prezydenckich w 2025, został przez niego powołany na stanowisko podsekretarza stanu w Kancelarii Prezydenta RP.
Współorganizator inicjatyw lokalnych, takich jak Pomnik Kobiet Solidarności czy Gdański Marsz Pileckiego. Członek Stowarzyszenia KoLiber. W sierpniu 2018 został prezesem zarządu Międzynarodowej Korporacji Gwarancyjnej (spółka Skarbu Państwa), którym pozostawał do momentu wejścia do rządu.

## Życie prywatne
Pochodzi z Mątowów Wielkich, potem związany z Gdańskiem. Żonaty, ojciec trzech synów.